# マネキンウォーズ
「マネキンウォーズ」（原題: Rose）は、イギリスのSFテレビドラマ『ドクター・フー』の新シリーズのシリーズ1の第1話。監督はケイス・ボーク、脚本はラッセル・T・デイヴィスが担当した。イギリスでは2005年3月26日にBBC Oneで初めて放送され、1996年のテレビ映画以降では最初のエピソードとなった。日本では2006年9月25日にNHK BS2で初放送された。
本エピソードではロンドンのデパートに勤務するローズ・タイラーが、異星人のタイムトラベラーである9代目ドクターと出会う。彼とローズはネスティーン意識体とオウトンによる地球侵略を防ぐために奔走する。
本エピソードはクリストファー・エクルストンが先代の俳優から引き継いだドクター役で初めて登場したエピソードであり、ビリー・パイパーがドクターの旅のコンパニオンのローズ役を初めて演じたエピソードでもある。第1話の後、ジャッキー・タイラー役のカミーユ・コデュリとミッキー・スミス役のノエル・クラークが準レギュラーとなった。先代の俳優の再生を描くよりも新たな俳優で新シリーズを始める方が良いとラッセル・T・デイヴィスが考えたため、8代目ドクターから9代目ドクターへの代替わりは描かれなかった。
撮影は主にBBCウェールズの本部が所在するカーディフで2004年7月から8月にかけて行われ、いくつかのシーンは7月にロンドンで撮影された。スタジオでの作業は8月から9月にかけてニューポートの倉庫ユニットQ2で行われた。モデル作業は9月にロンドンのBBCのモデルユニットで収録され、追加の撮影は10月と11月にカーディフで収録された。

## 制作

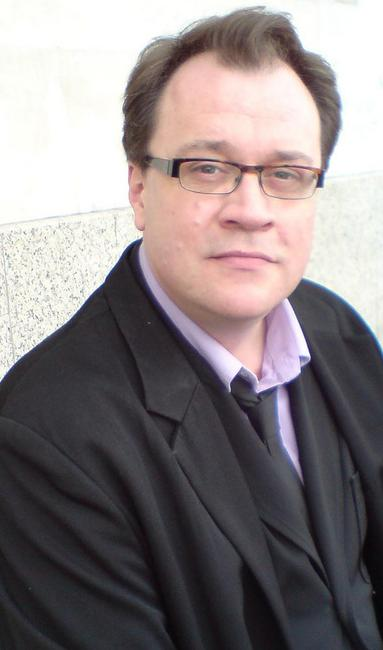
脚本家ラッセル・T・デイヴィス

### 背景とキャスティング
『ドクター・フー』は当初1963年から1989年まで放送され、シーズン26の後に終了した。テレビプロデューサーのラッセル・T・デイヴィスは番組を復活させるべく1990年代後半からBBCで陳情しており、2002年に会議の段階に至った。2003年9月にはBBCからプレスリリースが発表され、BBCウェールズが制作して番組が戻ってくることが公表された。番組のフォーマットは45分のエピソードに変更され、ペースが速まった。デイヴィスはアメリカのテレビドラマシリーズ『バフィー 〜恋する十字架〜』や『ヤング・スパイダーマン』にインスパイアを受け、特に前者の悪役を巡る一連のストーリー構造を用いている。
2004年3月にはクリストファー・エクルストンがドクターを演じることが告知された。BBCドラマ部門管理者ジェーン・トランターは、「エクルストンの名声は我々の目的を『ドクター・フー』を21世紀へ誘わしめるとともに、中核たる伝統的な価値を残している──驚くべきで、苛立ちもして、そして風変りだ」と主張した。エクルストンは1963年に番組が始まってからドクターを演じた9人目の俳優である。1966年に導入された、ドクターが肉体と自己同一性を変換する再生 (regeneration) という舞台装置を通し、ドクター俳優は代替わりが可能となっている。ラッセル・T・デイヴィスは新シリーズを再生シーンではなく新たなドクターとともに始動させることを決定した。これは、視聴者がドクターに慣れる前に俳優を変えて始めてしまうことに彼が否定的だったためである。彼は元々新しい番組として『ドクター・フー』をリバイバルするつもりでいた。9代目ドクターは以前のドクターよりも地に足のついた人物であり、面白さやユーモアを持ちながらも無駄を省いた性格としてデイヴィスは言及した。9代目ドクターの服は彼を決定づけるものではないが、シンプルなシルエットと活発な男の雰囲気をもたらした。
ビリー・パイパーをローズ・タイラー役にキャスティングすることは2004年5月に告知された。エグゼクティブ・プロデューサーのジュリー・ガードナーによると、かつての人気歌手パイパーは完璧に番組に合致し、クリストファー・エクルストンのユニークでダイナミックなパートナーであった。異常な物に遭遇してそれらを彼女自身と平等だと理解する一般人として、デイヴィスはローズを説明した。カミーユ・コデュリとノエル・クラークもまたローズの母と彼氏を演じるとしてキャスティングされ、デイヴィスは彼らを通してローズをリアルに描いて生命を吹き込むことを目的とした。ローズの家族は労働階級であり、これは本エピソード以前のコンパニオンには滅多に見られなかった。

### 脚本と撮影

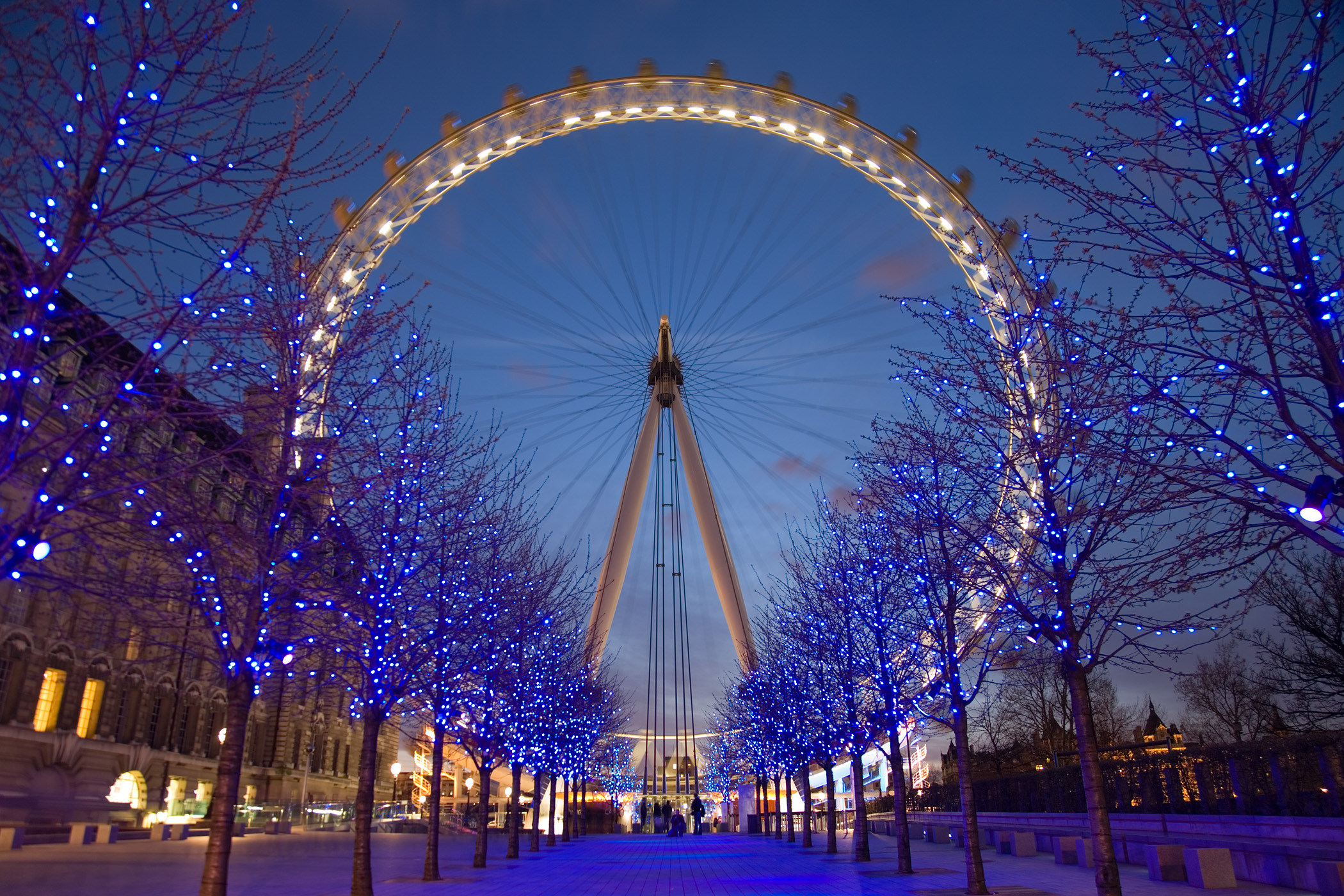
製作チームは普段以上のロンドン・アイのライトアップを許可され、これは『マネキンウォーズ』の脚本にも組み込まれた

デイヴィスは、ミッキーが車でローズを待つ間にどのようにして彼をネスティーン意識体に攫わせるかに苦心し、最終的にはプラスチックのゴミ箱に襲われることにした。日常にありふれた例が『ドクター・フー』に特有の恐怖を生むと彼はコメントした。デイヴィスはオウトンをテロリストの暗喩として表現しており、これはロンドン・アイが以前テロリストに狙われたことを反映している。ドクターの登場には議論が交わされた。よりドラマチックな登場をトランターや他の制作チームメンバーは求めたが、登場シーンの再撮影はされなかった。ドラマチックな登場は視聴者の持つドクターの復帰に対する興奮を反映する一方、当該シーンはローズの視点を反映しているとデイヴィスは述べた。ローズの家でオウトンの腕が攻撃するシーンはさらに尺が取られていたが、修正を受けた。「マネキンウォーズ」は元々数分短く、ドクターとローズが歩くシーンが数ヶ月後に追加された。
ローズがドクターに見合うものを持っていることに彼が気付くようデイヴィスは望んだ。彼らが手を繋いで走るシーンは彼らがチームであることと、ドクターは頼んでもいないのに二人が関係性に疑問を持っていないことを意味する。本エピソードはローズの視点で展開されている。視聴者の識別目的のために、デイヴィスはエイリアンの脅威を容易に人間と誤解されるように計画しており、そのためローズはエイリアンを人間と見誤ることがある。オウトンはその基準に合致していた。衣装が俳優に快適でなかったため、オウトンのシーンは撮影が困難であった。撮影時には頻繁に休息が取られた。オウトンの衣装の首の後ろにあるジッパーを隠すため、制作後にCGIが用いられた。デイヴィスは Spearhead from Space での初登場時にオウトンが店の窓を破壊したシーンのリメイクを構想した。ただし、予算の関係で Spearhead from Space のようにガラスを切るのではなく、本エピソードでは実際にガラスを叩き割っている。
本エピソードはアーティストのアンソニー・ウィリアムズにより絵コンテが描かれた。デイヴィスはエドガー・ライトに本エピソードの監督を依頼したが、当時彼は映画『ショーン・オブ・ザ・デッド』に携わっていたため断らざるを得なかった。シリーズ1第4話「UFO ロンドンに墜落」と第5話「宇宙大戦争の危機」とともに最初の制作ブロックの一部として、本エピソードの撮影は2004年7月20日にカーディフで開始された。デパートの Howells は爆破されたデバート Henrik's の代用として7月20日に内装の撮影が行われた。終盤のオウトンの攻撃はカーディフのワーキングストリートで7月20日から22日にかけて撮影された。カーディフでの他のシーンは7月21日に撮影され、ロンドンバスを走らせてロンドンとに見せかけた。
ロンドンでの撮影には5日を要した。DVDコメンタリーでは撮影の最初の5日がロンドンで使われたとされ、Doctor Who: The Complete History の製作メモでは7月26日から30日とされている。7月26日に制作チームはロンドン・アイのライトアップの増強を許可された。ドクターとローズがロンドンを走り抜けるシーンも7月26日の夜に撮影され、制作陣はロンドンバスを二人の背後で走らせたかったため、慎重にタイミングを見計らってバスが来るのを待ったことで成功した。ローズの暮らす団地の外観は7月28日から30日にかけてロンドンのブランドンエステートで撮影された。
8月2日から3日にかけて、カーディフの病院の地下のサービストンネルがローズがオウトンに襲われた Henrik's の地下に使用された。
ピザのレストランは La Fosse で、理想の店を探すのに制作陣は時間を取られ、8月22日に撮影を行った。ドクターとローズがネスティーン意識体を相手に戦ったロンドン・アイ周辺のエリアは、使用されていないカーディフ Grangetown の製紙工場で撮影され、健康と安全が大きく懸念されたため、スチームクリーニングが行われた。3日間のみの撮影が許可されたため、一部のシーンは削らざるを得なかった。本来はもう1体のミッキーのオウトンが登場する予定であった。製紙工場での撮影は8月23日から25日に行われた。ローズがドクターの旅に加わった場所はセント・デイヴィッド市場であり、8月26日に撮影された。
製作チームはカーディフでのシーンを秘密裏に撮影しようと計画していたが、カーディフ議会がロケ地の名前を書いたプレリリースを撮影の前日に公開してしまった。
スタジオ撮影は主に8月と9月にニューポートの倉庫ユニットQ2で行われた。エレベーターの動きは9月11日に Broadcasting House で撮影された。
特殊効果プロデューサーのマイク・タッカーは、ネスティーンのアジトが爆発したシーンを読んでいる際にジェームズ・ボンドの映画『007 黄金銃を持つ男』を思い出し、それを大規模な特殊効果で表現しようとした。制作チームは1/6スケールの製紙工場のモデルを作り、そこで爆発を撮影した。タッカーはモデルの爆発を Henrik's の爆破にも用いたが、これは屋根だけに留まり、残る部分はCGIに任せることとなった。制作チームは実際に爆破することを考えていたが、予算を大幅に投じる必要があったため断念した。モデルは9月15日から16日にかけてロンドンのケンダルアベニューのBBCモデルユニットで16mmフィルムを用いて撮影された。
エピソードの時間が枠を下回ったため、第2制作ブロックの間にユーロス・リンはローズの住居の追加セットを用意し、10月18日にカーディフのガバルファで撮影した。11月10日には、リンはカーディフのITVウェールズの Culverhouse Cross スタジオ1で、本編に挿入するジャッキー・タイラーのシーンを監督した。
オリジナルの脚本では、視聴者とローズは同じタイミングで初めてターディスの内装を目にする予定であった。しかし、監督のケイス・ボークはローズがターディスに再び入る前にその周りを一周するシーンを入れ、その後に視聴者にもターディスの内装を明かそうと考えた。この変更はエグゼクティブ・プロデューサーにも受け入れられた。デイヴィスは元々当該シーンを1ショットで済ませようと考えていたが、予算の関係で不可能だった。この効果は後に2012年クリスマススペシャル「スノーメン」で実現した。

## 放送

### 放送前の流出
2005年3月8日、「マネキンウォーズ」の複製がインターネット上に流出し、BitTorrent のファイル共有プロトコルを介して広く取引されていたことをロイターが報じた。流出したエピソードにはマーレイ・ゴールドによりアレンジされたテーマ曲は含まれていなかった。流出元はコピーを所有していたカナダの第三者企業であることが判明し、流出させた従業員は解雇された上でBBCによる法的措置を検討される事態に発展した。

### 放送と視聴率
「マネキンウォーズ」はイギリスでは2005年3月26日に BBC One で初めて放送され、これは1996年のテレビ映画以降の初めての放送となった。BARBによる調査では、平均視聴者990万人、番組視聴占拠率33.2%を記録した。ピーク時には視聴者数1050万人、視聴率44.3%を記録した。放送以降1週間以内に視聴されたビデオ録画を含む最終数値では1081万人に上り、その週の BBC One の番組で第3位、全てのテレビ局で第7位を獲得した。一部地域ではグラハム・ノートンが司会を務める Strictly Dance Fever の音声と偶然数秒間混線し、オリジナルのBBCの放送の冒頭数分が削られた。
国際的には、2005年4月5日にカナダのCBCテレビジョンが放送し、98万6000人の視聴者を獲得した。オーストラリアでは2005年5月21日にオーストラリア放送協会により放送され、視聴者数は111万人に達した。2006年3月17日にはSyfyによりアメリカで初放送され、これは次話の「地球最後の日」と連続した。イギリスでもデイヴィスは本来第2話まで連続放送しようとしたが、BBCへの要請はスケジュールの変更に間に合わなかった。アメリカでの放送では158万人の視聴者を獲得した。
日本では2006年9月25日にNHK BS2で初放送され、1993年8月25日に放送されたクラシックシリーズのシーズン13「モービアスの脳」以来の放送となった。地上波ではNHK教育で2007年8月21日に放送され、『ドクター・フー』の日本における地上波初放送を果たした。2011年3月19日には LaLa TV で放送された。

### 評価
『マネキンウォーズ』は肯定的な感想を多く受け、番組の再出発に成功したと受け止められた。『ザ・ステージ』のハリー・ヴェニングはデイヴィスの脚本、特にシリアスさと怖さを称賛した。彼はローズ役のパイパーの演技も褒め、先代のコンパニオンよりも自立した存在であると述べた。しかしながらエクルストンについては番組で最大の失望と述べ、彼がファンタジーの作風には合わないと批判した。デジタル・スパイのデック・ホーガンはクラシックシリーズよりも制作の価値が上がったと主張し、エクルストン、パイパー、クラークの演技を称えた。しかし、ミッキーを食べたゴミ箱がゲップをするといった、ユーモアの描写は大人には楽しめないとして難色を示した。『デイリー・メール』のライターであるマイケル・ハンロンは「ファンとしてこの新シリーズの成功を望む。活発で、良く撮影され、特殊効果も良い。新シリーズが成功するには欠かせない要素であるユーモアもある。」と述べ、『ドクター・フー』に必要な全てが「マネキンウォーズ」にあると感じた。しかし、『ガーディアン』誌のスティーブン・ブルックは「最年少の視聴者に合わせた」と述べ、「ユーモアが過剰」と感じた。
懐古的なレビューも肯定的である。『ラジオ・タイムズ』のパトリック・マルケーンは2013年に「マネキンウォーズ」に五段階評価で4をつけ、特にローズの肉付けされた生活や新規視聴者の歓迎を称賛した。彼はわずかな不満点としてオウトンによる破壊描写が和らげられたことを挙げたが、監督と演技を「目を見張るような成功」と高評価した。The A.V. Club のレビュアーであるアラスター・ウィルキンスは「マネキンウォーズ」の評価をBとし、ローズの世界を最初に示したことの重要性を示した。彼は当時の特殊効果が2013年には既に古い物となり、ジャッキーとミッキーには深みがないとしたが、他の点では『マネキンウォーズ』は全て成功を収めており、特にローズとドクターの関係性を作り、『ドクター・フー』が危険であることを指摘している点を称賛した。2013年に『デイリー・テレグラフ』のベン・ローレンスは現代の『ドクター・フー』のトップ10に「マネキンウォーズ」を位置付けた。

## 世界同時上映イベント
2019年から始まった新型コロナウイルス感染症の流行により屋内待機が指示されたこと、また、2020年に本作が放送15周年を迎えることを受け、「マネキンウォーズ」の世界同時上映イベントがTwitter上で開催された。グリニッジ標準時の2020年3月26日午後7:00に合わせてハッシュタグ #TripofaLifetime で視聴者がツイートし、これにはラッセル・T・デイヴィスもTwitterアカウントを開設して参加した。また、それを記念して、かつて「ドクターの日」や「ドクター前夜」との脚本の兼ね合いでお蔵入りとなった「マネキンウォーズ」の前日譚を公開した。これにはタイム・ウォーでの戦いを終えて8代目ドクターから再生する9代目ドクターが描写されている。

## 小説版
本作は Target Collection の一部として2018年4月5日に小説版が発売された。テレビ版から見せ場が増え、ストーリーも大きく変化し、登場人物も増えている点が特徴である。テレビ版と同様にクライヴがドクターの不死性を示すためにローズに9代目ドクターの写真を見せる場面があるが、テレビシリーズにはまだ登場しない11代目ドクターや12代目ドクターといった未来のドクターの写真も登場する。